# Ligue francophone de handball
 (avril 2013).
Pour les articles homonymes, voir LFH.
La Ligue francophone de handball (LFH) est l'aile francophone  de l'Union royale belge de handball (URBH).

## Fonction
La LFH s'occupe d'organiser des compétitions se jouant entre clubs sous sa licence, à savoir la D1 LFH, D1 LFH Féminin, Promotion Liège, la Promotion Brabant-Hainaut et des championnats jeunes.
Mais également du bon déroulement de ces compétitions ainsi que des clubs, des arbitres, de la disciplines etc.